# Zagora, Kotor
Zagora este un sat din comuna Kotor, Muntenegru. Conform datelor de la recensământul din 2003, localitatea are 48 de locuitori (la recensământul din 1991 erau 36 de locuitori).

## Demografie
În satul Zagora locuiesc 40 de persoane adulte, iar vârsta medie a populației este de 52,8 de ani (55,7 la bărbați și 50,6 la femei). În localitate sunt 21 de gospodării, iar numărul mediu de membri în gospodărie este de 2,29.
Această localitate este populată majoritar de sârbi (conform recensământului din 2003).
|  |

| Demografie | Demografie | Demografie |
| An         | Locuitori  | Locuitori  |
| ---------- | ---------- | ---------- |
|            |            |            |
|            |            |            |
|            |            |            |
|            |            |            |
| 1948       | 169        |            |
| 1953       | 169        |            |
| 1961       | 172        |            |
| 1971       | 149        |            |
| 1981       | 76         |            |
| 1991       | 36         | 36         |
| 2003       | 48         | 48         |

| \| Componența etnică conform recensământului din 2003[2] \| Componența etnică conform recensământului din 2003[2] \| Componența etnică conform recensământului din 2003[2] \| Componența etnică conform recensământului din 2003[2] \| Componența etnică conform recensământului din 2003[2] \| \| ----------------------------------------------------- \| ----------------------------------------------------- \| ----------------------------------------------------- \| ----------------------------------------------------- \| ----------------------------------------------------- \| \| \| \| \| \| \| \| Sârbi \| Sârbi \| \| 40 \| 83,33% \| \| Muntenegreni \| Muntenegreni \| \| 3 \| 6,25% \| \| Macedoneni \| Macedoneni \| \| 1 \| 2,08% \| \| necunoscută \| necunoscută \| \| 0 \| 0% \| |              |  |    |        |
| Componența etnică conform recensământului din 2003 |              |  |    |        |
| |              |  |    |        |
| Sârbi | Sârbi        |  | 40 | 83,33% |
| Muntenegreni | Muntenegreni |  | 3  | 6,25%  |
| Macedoneni | Macedoneni   |  | 1  | 2,08%  |
| necunoscută | necunoscută  |  | 0  | 0%     |